# Ischnocolus khasiensis
Ischnocolus khasiensis é uma espécie de aranha pertencente à família Theraphosidae (tarântulas).